# Laurent Ferrier

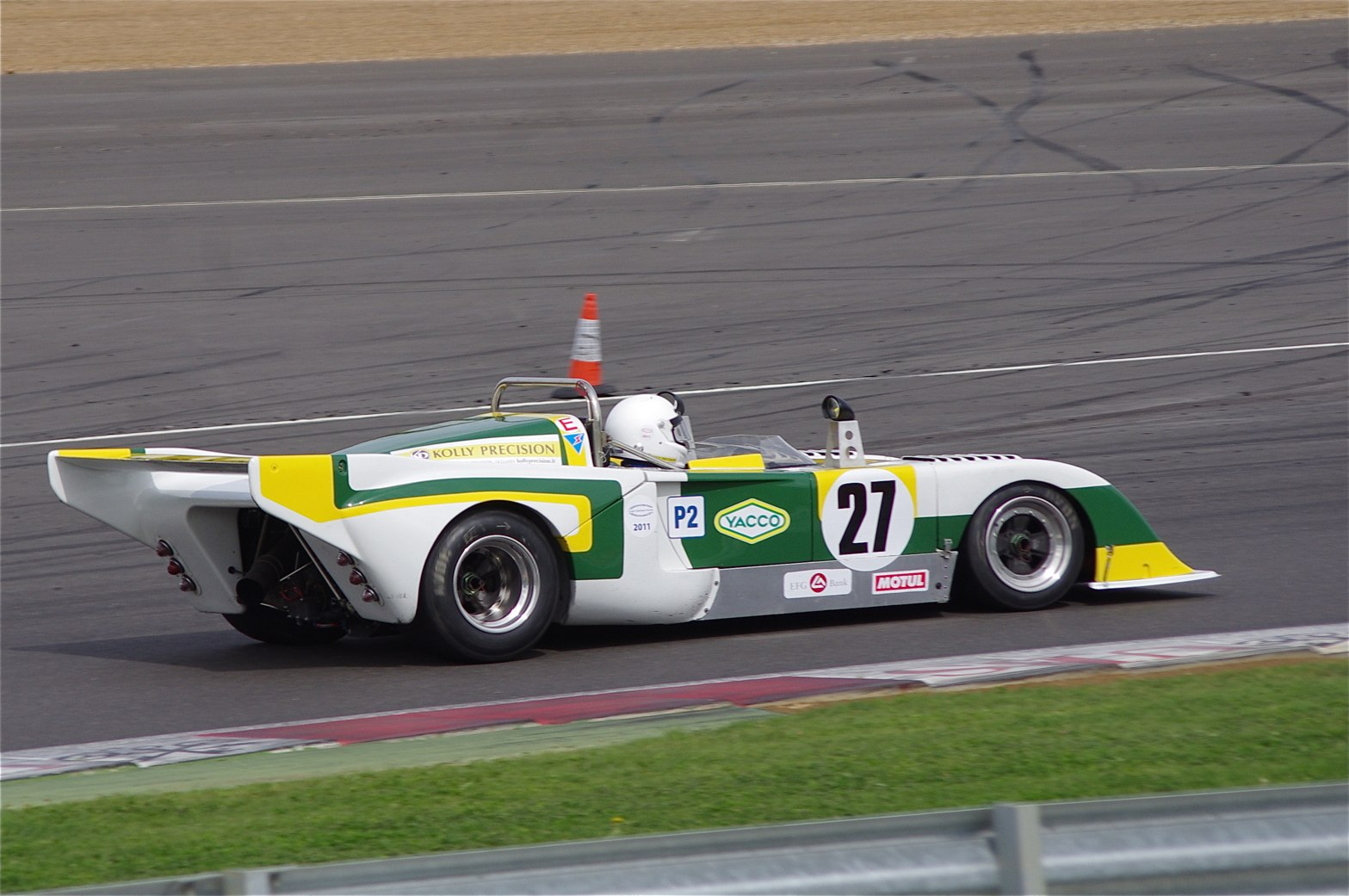
Der von Laurent Ferrier beim 24-Stunden-Rennen von Le Mans 1976 gefahrene Chevron B36

Laurent Georges Ferrier (* 19. Dezember 1946 in Genf) ist ein Schweizer Unternehmer und ehemaliger Autorennfahrer.

## Unternehmer
Laurent Ferrier stammt aus einer Uhrmacher-Familie. Bereits seine Großeltern betrieben in seiner Heimatstadt das Uhrmacher-Handwerk, im Parterre des Familienanwesens. Seine Eltern führten den Betrieb weiter. Er machte eine Ausbildung an der École d’Horlogerie de Genève, die er 1968 erfolgreich abschloss. Mit kurzen Unterbrechungen arbeitete Laurent Ferrier von 1968 bis 2005 in unterschiedlichen Funktionen bei Patek Philippe in Genf.
Von seinem Freund, dem Geländewagen-Hersteller und Autorennfahrer, François Sérvanin finanziell unterstützt, gründete er Laurent Ferrier. Das Unternehmen stellt handgefertigte hochpreisige Herren-Armbanduhren in kleiner Stückzahl her.

## Karriere als Rennfahrer
Laurent Ferrier war in den 1970er- und 1980er-Jahren im Sportwagensport erfolgreich. Er fuhr für die Société ROC in der Sportwagen-Weltmeisterschaft und gab sein Debüt in dieser Rennserie beim 1000-km-Rennen von Monza 1974, wo er im Chevron B23 den 21. Gesamtrang erreichte. Seine beste Platzierung in der Weltmeisterschaft – abseits des 24-Stunden-Rennens von Le Mans – war der fünfte Endrang beim 6-Stunden-Rennen von Mugello 1981.
Beim 24-Stunden-Rennen von Le Mans 1979 startete er in einem Porsche 935/77 A von Porsche Kremer Racing und kam mit den Partnern François Sérvanin und François Trisconi als Gesamtdritter ins Ziel.

### Le-Mans-Ergebnisse
| Jahr | Team                  | Fahrzeug        | Teamkollege       | Teamkollege               | Platzierung             | Ausfallgrund                   |
| ---- | --------------------- | --------------- | ----------------- | ------------------------- | ----------------------- | ------------------------------ |
| 1975 | Sociéte ROC           | Lola T292       | Xavier Lapeyre    | Christian Ethuin          | Ausfall                 | Antriebswellenschaden          |
| 1976 | Société ROC           | Chevron B36     | François Sérvanin |                           | Ausfall                 | Gleichlaufgelenk               |
| 1977 | Schiller Racing Team  | Porsche 934     | François Sérvanin | Franz Hummel              | Ausfall                 | Getriebeschaden                |
| 1978 | ROC La Pierre du Nord | Chevron B36     | Lucien Rossiaud   | Michel Pignard            | Rang 11 und Klassensieg |                                |
| 1979 | Porsche Kremer Racing | Porsche 935/77A | François Sérvanin | François Trisconi         | Rang 3                  |                                |
| 1980 | BMW Zol-Auto          | BMW M1          | François Sérvanin | Pierre-François Rousselot | Ausfall                 | Motorschaden                   |
| 1981 | BMW Zol'Auto          | BMW M1          | François Sérvanin | Pierre-François Rousselot | Ausfall                 | Kupplungs- und Getriebeschaden |

### Einzelergebnisse in der Sportwagen-Weltmeisterschaft
| Saison | Team                                   | Rennwagen                                     | 1   | 2   | 3   | 4   | 5   | 6   | 7   | 8   | 9   | 10  | 11  | 12  | 13  | 14  | 15  | 16  | 17  |
| ------ | -------------------------------------- | --------------------------------------------- | --- | --- | --- | --- | --- | --- | --- | --- | --- | --- | --- | --- | --- | --- | --- | --- | --- |
| 1974   | Monzeglio Scato Seiko Joest Racing ROC | Chevron B23 Chevron B26 Porsche 908 Lola T294 | MON | SPA | NÜR | IMO | LEM | ZEL | WAT | LEC | BRH | KYA |     |     |     |     |     |     |     |
| 1974   | Monzeglio Scato Seiko Joest Racing ROC | Chevron B23 Chevron B26 Porsche 908 Lola T294 | 21  | DNF | 17  |     |     | DNF |     | DNF |     |     |     |     |     |     |     |     |     |
| 1975   | ROC                                    | Lola T294                                     | DAY | MUG | DIJ | MON | SPA | PER | NÜR | ZEL | WAT |     |     |     |     |     |     |     |     |
| 1975   | ROC                                    | Lola T294                                     |     |     | DNF | DNF |     |     | 17  | 15  |     |     |     |     |     |     |     |     |     |
| 1976   | ROC                                    | Chevron B36                                   | MUG | VAL | NÜR | MON | SIL | IMO | NÜR | ZEL | PER | WAT | MOS | DIJ | DIJ | SAL |     |     |     |
| 1976   | ROC                                    | Chevron B36                                   |     |     |     | DNF |     | 10  |     |     | DNF |     |     |     | DNF | DNF |     |     |     |
| 1977   | Schiller Racing                        | Porsche 934                                   | DAY | MUG | DIJ | MON | SIL | NÜR | VAL | PER | WAT | EST | LEC | MOS | IMO | SAL | BRH | HOK | VAL |
| 1977   | Schiller Racing                        | Porsche 934                                   |     | 7   |     |     |     |     |     |     |     |     | 10  |     |     |     |     |     |     |
| 1978   | ROC                                    | Chevron B36                                   | DAY | SEB | MUG | TAL | DIJ | SIL | NÜR | LEM | MIS | DAY | WAT | VAL | ROD |     |     |     |     |
| 1978   | ROC                                    | Chevron B36                                   |     |     |     |     | 11  |     |     |     |     |     |     |     |     |     |     |     |     |
| 1979   | ROC Kremer Racing                      | Chevron B36 Porsche 935                       | DAY | SEB | MUG | TAL | DIJ | RIV | SIL | NÜR | LEM | PER | DAY | WAT | SPA | BRH | ROA | VAL | ELS |
| 1979   | ROC Kremer Racing                      | Chevron B36 Porsche 935                       |     |     | DNF |     | DNF |     |     |     | 3   |     |     |     |     |     |     | DNF |     |
| 1980   | BMW Zol                                | BMW M1                                        | DAY | BRH | SEB | MUG | MON | RIV | SIL | NÜR | LEM | DAY | WAT | SPA | MOS | ROA | VAL | DIJ |     |
| 1980   | BMW Zol                                | BMW M1                                        |     |     |     | DNF | 8   |     |     |     | DNF |     |     |     |     |     | DNF | 6   |     |
| 1981   | BMW Italia BMW Zol                     | BMW M1                                        | DAY | SEB | MUG | MON | RIV | SIL | NÜR | LEM | PER | DAY | WAT | SPA | MOS | ROA | BRH |     |     |
| 1981   | BMW Italia BMW Zol                     | BMW M1                                        |     |     | 5   | 6   |     |     |     | DNF |     |     |     |     |     |     |     |     |     |
| 1983   | Cheetah Cars                           | Cheetah G603                                  | MON | SIL | NÜR | LEM | SPA | FUJ | KYA |     |     |     |     |     |     |     |     |     |     |
| 1983   | Cheetah Cars                           | Cheetah G603                                  |     | DNF |     |     |     |     |     |     |     |     |     |     |     |     |     |     |     |
| 1985   | Cheetah Switzerland                    | Cheetah G604                                  | MUG | MON | SIL | LEM | HOK | MOS | SPA | BRH | FUJ | SEL |     |     |     |     |     |     |     |
| 1985   | Cheetah Switzerland                    | Cheetah G604                                  |     |     |     |     |     | DNF |     |     |     |     |     |     |     |     |     |     |     |